# Абова, Лера
Лера Абова (настоящее имя — Валерия Смирнова; род. 4 ноября 1992, Славгород) — немецкая актриса и модель (Select Model Management, Oil Management и Fabbrica Milano Management) российского происхождения. Наиболее известна благодаря ролям  в сериалах «Идеальный голос: Бампер в Берлине» и «One Piece. Большой Куш», а также в фильме «Анна» Люка Бессона.

## Биография
Родилась 4 ноября 1992 года в Славгороде, «таком крошечном [городе], что он даже не значится на карте». В возрасте 13 лет переехала вместе с семьёй в Германию. Из-за незнания немецкого языка первоначально использовала для общения электронный переводчик. По словам Абовой ей было сложно общаться со сверстниками из-за языкового барьера и разных менталитетов. В то время она любила носить розовые вещи и у неё были «безумно длинные волосы». Впоследствии, выучив немецкий язык, она завела много друзей. Бросила школу перед выпускными экзаменами.
В 2016 году Абову заметил фотограф Дэвид Симс, благодаря которому она начала карьеру фотомодели. Вскоре стали поступать предложения от других фотографов, в том числе Колин Доджсон и Мариано Виванко, а также стилистов модного журнала Vogue. За первые два года карьеры модели Абова поучаствовала во множестве рекламных кампаниях. В 2017 году Люк Бессон пригласил её на роль Мод в фильм «Анна», где её партнёршей стала ещё одна российская модель — Саша Лусс. В 2022 году снялась в сериале «Идеальный голос: Бампер в Берлине». Спустя два года получила роль Нико Робин в адаптации популярной манги «One Piece. Большой Куш».

## Фильмография
| Год  |   | Русское название                  | Оригинальное название           | Роль                       |
| ---- | - | --------------------------------- | ------------------------------- | -------------------------- |
| 2019 | ф | Анна                              | Anna                            | Мод                        |
| 2022 | с | Идеальный голос: Бампер в Берлине | Pitch Perfect: Bumper in Berlin | DJ Das Boot/Тея            |
| 2025 | с | One Piece. Большой Куш            | One Piece                       | Нико Робин/Мисс Олл Сандей |
| 2025 | ф | Милая, не надо!                   | Honey Don’t!                    | TBA                        |